# Procol Harum Live In Concert with the Edmonton Symphony Orchestra
Procol Harum Live In Concert with the Edmonton Symphony Orchestra är ett musikalbum av Procol Harum som är inspelat live i Kanada november 1971 och lanserat 1972. På skivan medverkar förutom Procol Harum Edmontons symfoniorkester och kören Da Camera Singers. Skivan uppmärksammades mest för sitt inledande spår "Conquistador" som ursprungligen funnits med på gruppens debutalbum Procol Harum. Inspelningen blev en framgångsrik singel både i USA och Storbritannien.

## Låtlista
1. "Conquistador" - 5:02
2. "Whaling Stories" - 7:41
3. "A Salty Dog" - 5:34
4. "All This and More" - 4:22
5. "In Held Twas in I" - 19:00
  - "Glimpses of Nirvana"
  - "Twas Teatime at the Circus"
  - "In the Autumn of My Madness"
  - "Look to Your Soul"
  - "Grand Finale"

## Listplaceringar
| Lista (1972)   | Position             |
| -------------- | -------------------- |
| Australien     | 12 (Go Set)          |
| Kanada         | 7 (RPM)              |
| Nederländerna  | 2                    |
| Norge          | 23 (VG-lista)        |
| Storbritannien | 48 (UK Albums Chart) |
| Sverige        | 13 (Kvällstoppen)    |
| USA            | 5 (Billboard 200)    |
| Västtyskland   | 30                   |